# 小笠原長泰
小笠原 長泰（おがさわら ながやす）は、江戸時代後期の大名。肥前国唐津藩2代藩主。官位は従五位下・壱岐守、佐渡守。忠知系小笠原家10代。

## 略歴
出羽国庄内藩主・酒井忠徳の六男として誕生。幼名は鎌之助。初名は忠貞。
文政6年（1823年）12月29日、先代の唐津藩主・小笠原長昌が死去した後、実子の長行が幼少だったことから、養嗣子となって跡を継ぐこととなった。文政7年1月15日、11代将軍・徳川家斉に拝謁する。文政8年12月16日、従五位下壱岐守に叙任する。後に佐渡守に改める。
長泰は生来から病弱な上、33万両の借金を返済するために領民に重い人頭税を課すなどの悪政を布いた。専売制も行なって藩財政再建を目指したが、文政11年（1828年）には領内が大風害を受けたために効果がなかった。
天保4年（1833年）9月20日、隠居して養子・長会に家督を譲った。文久元年（1861年）12月14日に56歳で死去した。

## 系譜
父母
- 酒井忠徳（実父）
- 小笠原長昌（養父）

側室
- あり

子女
- 前田長禮[2]（三男）生母は側室
- 小笠原順孝（四男）
- 三好胖[3]
- 娘（三女） ー 生駒親道正室

養子
- 小笠原長会 ー 小笠原長保[4]の次男

## 系図
```
　　　　　┏忠真━忠雄━忠基━忠貞━永姫━長堯━長昌
　　　　　┃　┣宝光院━━━黒田長清
小笠原秀政┫亀姫　　　　　　　┣継高━為姫━酒井忠徳━小笠原長泰
　　　　　┃　┣長次━長勝━定香院
　　　　　┗忠脩　　　　　

```